# Narcisseae
Narcisseae és una tribu que pertany a la família Amaryllidaceae. Està caracteritzada per la presència d'un escap sòlid i bràctees espatàcies fusionades en un tub. Inclou dos gèneres, Narcissus i Sternbergia i aproximadament 58 espècies que es diferencien per la presència de paraperigoni.

## Distribució
Conca del mediterrani occidental, estenent-se per l'est fins a Àsia menor, Caixmir, Xina i Japó.